# Chlorophytum haygarthii
Chlorophytum haygarthii är en sparrisväxtart som beskrevs av John Medley Wood och Maurice Smethurst Evans. Chlorophytum haygarthii ingår i släktet ampelliljor, och familjen sparrisväxter. Inga underarter finns listade i Catalogue of Life.